# Fevzi Özkan
Fevzi Özkan (* 21. Juni 1986 in Şanlıurfa) ist ein ehemaliger türkischer Fußballspieler.

## Karriere

### Verein
Fevzi Özkan begann mit dem Vereinsfußball in der Jugend von Şanlıurfaspor. Im Sommer 2004 erhielt er hier einen Profivertrag und kam in seiner ersten Saison auf 14 Einsätze.
Er spielte insgesamt vier Spielzeiten für Şanlıurfaspor und wechselte in der Rückrunde der Spielzeit 2007/08 zum Drittligisten Adanaspor. In der Saison 2009/10 verpasste sein Verein  den Aufstieg in die Süper Lig erst in der Relegationsphase. Darüber hinaus erreichte er mit Adanaspor zur Spielzeit 2011/12 das Playoff-Finale der TFF 1. Lig. Im Finale unterlag man in der Verlängerung Kasımpaşa Istanbul 2:3 und verpasste somit den Aufstieg in die Süper Lig erst in der letzten Begegnung.
Nach fünf Jahren verließ Özkan im Sommer 2013 Adanaspor und unterschrieb bei Istanbul Büyükşehir Belediyespor einen Zweijahresvertrag. Bereits nach einer Saison kehrte Özkan zu Adanaspor zurück.
Im Frühjahr 2015 wechselte er zum Zweitligisten Giresunspor. Gemeinsam mit seinem Teamkollegen Abdulaziz Solmaz wechselte er zum Sommer 2016 zum Ligarivalen und seinem Heimatverein Şanlıurfaspor. Bis 2021 blieb er (mit kurzer Unterbrechung ohne Vertrag) beim Verein und wechselte 2021 in die TFF 3. Lig.

## Erfolge
Mit Adanaspor
- Meister der TFF 2. Lig und Aufstieg in die TFF 1. Lig: 2007/08

Mit Istanbul BB
- Meister der TFF 1. Lig und Aufstieg in die Süper Lig: 2013/14